# Karta rozrządowa
Karta rozrządowa – dokument sporządzany w formie pisemnej lub zapisu komputerowego, który określa plan rozrządzania, czyli tor przeznaczenia dla poszczególnych wagonów lub grup wagonów.
Karta rozrządowa służy do powiadamiania pracowników zatrudnionych przy rozrządzaniu o wielkości i kolejności odprzęgów kierowanych na poszczególne tory kierunkowe.